# Afretha excavata
Afretha excavata är en stekelart som beskrevs av André Seyrig 1952. Afretha excavata ingår i släktet Afretha och familjen brokparasitsteklar. Inga underarter finns listade i Catalogue of Life.